# Morton Freedgood
Morton Freedgood (1913 - 2006) fue un escritor estadounidense que escribió The Taking of Pelham One Two Three y muchas otras novelas policíacas y de misterio bajo el seudónimo de John Godey.

## Biografía
Freedgood nació en Brooklyn, Nueva York en 1913 y comenzó a escribir a una edad temprana. En los años 40, publicó varios artículos y cuentos en Cosmopolitan, Collier, Esquire y otras revistas mientras trabajaba a tiempo completo en la industria del cine de Nueva York. Mantuvo relaciones públicas y creó mensajes publicitarios para United Artists, 20th Century Fox, Paramount y otras compañías durante varios años antes de centrarse en la literatura.
Su novela The Wall-to-Wall Trap se publicó bajo su propio nombre en 1957. A continuación, comenzó a utilizar el seudónimo de John Godey, tomado del nombre de una revista femenina del siglo XIX, para diferenciar sus novelas negras de sus escritos más serios.
Como Godey, alcanzó el éxito comercial con los libros A Thrill a Minute With Jack Albany, Never Put Off Till Tomorrow What You Can Kill Today y The Three Worlds of Johnny Handsome. Vio a sus historias sobre Jack Albany convertirse en película de la mano de Walt Disney de 1968  Never a Dull Moment, protagonizada por Dick Van Dyke. The Taking of Pelham One Two Three, su novela sobre el secuestro de un tren del metro de Nueva York, fue un éxito de ventas en 1973 y se convirtió en película en 1974 protagonizada por Walter Matthau y Robert Shaw, en película para televisión, remake de la anterior, en 1992 y una en una versión actualizada en 2009, The Taking of Pelham 1 2 3.
Su trabajo fue referenciado por los Beastie Boys en la canción Sure Shot.[cita requerida]
Falleció el 16 de abril de 2006 en su casa de West New York, Nueva Jersey.